# 日本國鐵103系電力動車組
103系電力動車組（日语：／ 103-kei densha */?）是日本國有鐵道所開發和使用的一款直流通勤型電聯車。103系以101系為基礎，鑒於101系製造成本高昂，並考慮當時日本國鐵的財政狀況而設計的。從1963年3月到1984年1月的21年間，共製造出3,447節103系車廂，是日本歷代製造數目最多的鐵路車輛之一。
在國鐵分割民營化之後，103系仍然活躍於由日本國鐵拆分而出的東日本旅客鐵道（JR東日本）、東海旅客鐵道（JR東海）、西日本旅客鐵道（JR西日本）等鐵路公司的路線上。雖然首批車輛製造至今已超過50年，但103系尚未完全退役，較後期生產的車輛現時仍於西日本地區及九州的筑肥線服役。

## 概要
1958年時，日本國鐵中央線101系投入服務，但由於此車難以負荷高峰時期的沿線客流，促成了103系的誕生。103系以101系為藍本，設計上重視經濟性，考慮到在站間距離短的路線運行通勤列車，動力車與拖車比例設計為1比1，在1963年到1984年之間共新造3447輛車。另外也從72系改造20輛，101系改造36輛編入，總數達到3503輛，成為戰後日本國鐵擁有數量最多的電車。但後來部分103系列車改造為105系，且部分已報廢，同時營運中的車輛不及此數。1970至1980年代，東京、大阪及日本的大都市均普遍使用103系作通勤輸送目的。而全車均是使用普通鋼製造的。
跟103系有關連的系列有：與東京地下鐵東西線貫通運行用的鋁製電車301系、地方電化路線用的105系、飯田線用的119系和日本國鐵末期在四國地方投入的121系。
本型車基本設計來自101系電聯車，包括切妻型車體、端面駕駛台擋風玻璃為三面、車側有4扇兩片滑門，寬1300mm，門之間有可容7人的長條座椅，車門與端面間的長條座椅則可容納3人乘坐。轉向架使用彈簧與翼簧懸吊等等。
由於被設計為通勤列車，用於車站之間的距離較短且行駛速度較低的路線上。牽引電機的勵磁線圈強度降低35％，但在高速特性設置為與111系相同的水平。在設計時，許多路線的最高速度為95 km / h，除了特殊情況以外，沒有機會以高速行駛。但大量製造後，本型車行駛於站間距離長的路線和初始制動速度高的路線上的機會增加，因此需要高速性能的情況越來越多。有些車輛進行改造加速性能，以有車輛具有用於電動制動的抗電壓設置。另外，由於首列投入使用的是山手線，也有說本型車是山手線的專用列車，但當時卻被相關人員否認。該車設計最大速度為100km / h，但在動力－拖車比為1：1的情況下，極速約為95km / h 左右。
國鐵私營化時，除JR北海道和JR四國外，各客運鐵路公司接管了3,436輛列車，其中不包括2輛因事故報廢的列車和65輛被改裝為105系的列車。之後隨著車廂老化報廢及新車進入，JR東海與JR東日本分別於2001年與2009年將本型車全數退役，至2019年4月1日，本型車共有由JR西日本營運的48輛列車，及由JR九州用於筑肥線的63輛列車。

## 基本
103系的車體是建基於101系。以下是103系和101系不同的地方：
- 車輪直徑擴大（860mm→910mm），而車廂地板也隨之而上升。
- 運轉台窗口縮小
- 運轉台下部加設入風口
- 方向幕擴大
- 新增了重開車門按鈕

但是103系最為人詬病的地方就是噪音，經調查後是由它的MT55型電動機發出。例如埼京線及京葉線、一些站和站間距離較長的路線，因為它們普遍的行車速度（在這些路線）甚高，產生出非常大的噪音及震盪，所以經常被沿線居民投訴。
在整個103系生產年期中，新造車有3,447部，20部由72系改裝，36部由101系改裝，總數3,503部。不過65部在奈良線、櫻井線及和歌山線中的103系0及1000番台就改裝成105系。

## 車廂分類
| 車廂       | 描述 |
| ---------- | --- |
| 103（Tc）  | 無動力先頭車。根據面對方向而決定編號是奇數/偶數。(向北，東是奇數) |
| 103（M）   | 備有集電弓的動力車，通常和102或者102連結成一組。 |
| 102（M'）  | 搭載發電機及空氣壓縮機（CP）的動力車，通常和103或者103連結成一組，具有動力，但是不具有駕駛室。 |
| 103（T）   | 不具有動力和駕駛室的拖車，設計上是不具有駕駛室的103。 |
| 103（Mc）  | 備有集電弓的駕駛動力車，通常和102或者102連結成一組，設計上是有駕駛室的103。編號是使用奇数。只有製造初期有103的新車，其他都是改造車，由於在性能上來說，一列103系中動力車數目必須超過一半，所以由3輛/5輛組成的列車必須要有103，而現在還有很多103仍在使用中。 |
| 102（M'c） | 搭載發電機及空氣壓縮機（CP）的駕駛動力車，通常和103或者103連結成一組，設計上是有駕駛室的102。編號是使用偶数。由於日本國鐵不希望車型過多過於複雜，因此極力避免製造102。新車只有102-1200番台的5輛。但是在短編成化時需要102，有許多102被改造為102。 |
| 102（T'）  | 由103改裝的附随車輛。片町線（學研都市線）的列車會在松井山手站作分離或併合。所以片町線的103系需要加裝電動連結器，此時車底機器會互相干擾，因此車廂需要前後倒轉（向東改向西，依此類推）。再者，因上述的原因連方向幕也給倒轉了，因為操作上和103不同，這些改裝車被稱為102。當初的名字為102-5000番台、但是因為編組模式改變而撤去了電動連結器，最後變回102-0番台。在現在、片町線的102和103所差無幾。 |

## 番台分類
基本上來說，103系的製造年期長達21年。由於要切合服務需求，因此做成大量的「番台」，即是分支版本。以下是103系各番台的介紹：

### 900番台
是103系的先行試製車，1963年在山手線試車。和普通103系的主要分別就是在轉向架方面。先行試作車當時是使用0番台這個名字來作稱呼。八輛試作車是使用了以下的編號作標記：クハ103-901~904，モハ103-901、902、102-901、902。而這批試製車在它們晩年的時候是和量產車一起在山手線服務，直到1992年，因為全數的試驗車壽命已差不多至極限而和一些的103系一起被淘汰。

### 0番台
由1964年至1984年都還在生產，是103系最基本型號。而在不同年期生產的版本都是有分別的。

#### 1963年~1970年製造型號
- 103系的量產車第一條服務的路線是山手線，而使上面提到的試作車編號都改為103型。兩年後，即是1965年，京濱東北線也投入了103系，不過當年的列車製造廠並未能配合到103系的長度，所以出現過3+7（甚至是2+6）的編組，在這時候出現了103及Mc編組的偶數編號的駕駛車變成了103-500番台。
- 在1967年投入的103（常磐快速線用），轉向架車輪的制軔方式改用了碟片剎車。
- 被喻為「103系之首」即1963年投入營運的103-1，直至2011年3月才從JR西日本的阪和線退役，退役時為JR集團車齡最高的直流電車，使用達48年。退役後於2015年3月從吹田工場迴送至京都鐵道博物館，於2016年3月開館起展示。

#### 冷氣試作車（1970年製造）型號
- 在當時、京王帝都電鐵（現在的京王電鐵）的5000系及部分的私鐵都在通勤電車上加設了冷氣系統，所以日本國鐵就在1個103系編組上試驗冷氣系統，這車也是投入到山手線去。為了比較各種的空調系統，每一個車箱的冷氣都是不同型號的。而在冷氣量產型號上的冷氣電機試驗車所使用的是有不同的。

在1978年的量產型クハ103的設計稍作修改，它的不同地方有：車窗排列、電動方向幕、前照燈改成1盞白熱燈、運轉席下的通風口仍保留原來的設計。
- クハ103-178及179、モハ103-279~281及102-434~436、サハ103-306及307，全數車輛由JR東日本接收。

#### 1971年-1972年製造型號
- 承上文，這一批的103系就是上面所說的量產型，車頭的照明燈由1盞白熱燈變作2盞燈泡，俗稱「1次改良車」。
- クハ103-180~212（這188個車廂當初是配屬松戶電車區作常磐快速線用，後來，再由中央·總武緩行線轉到京葉線去了。也有部份是屬於JR西日本明石電車區（モハ103-282~330、102-437~486，サハ103-308~323），任務是取代在京阪神緩行線的舊型電車。上面提到的（其中一列是クハ103-188）及餘下的車輛就再重新編配到松戶電車區，好讓常磐快速線的編組增長（由之前的8節變作10節）。

#### 1973年製造型號
- 在1973年，由於日本國鐵的財政預算不足，原本預計在京濱東北線投入服務的冷氣車組（モハ103-373~382、102-529~538）被迫變作「預備安裝冷氣」車組，此外，座位也有擴闊。
- クハ103-213~268，モハ103-331~413、102-487~569，サハ103-324~359（モハ103-373~382及102-529~538除外）這批的クハ103型大部分屬於京阪神緩行線（高槻電車區）。所以導致JR西日本後來接收到的103系也是中期生產的103系。
- 餘下的駕駛車，就和其他車廂組合在中央快速線服務，這批的電車就是日後在中央、總武緩行線（習志野電車區）黃色車身的103系，還有一部分的103系編入了陸前原之町電車區（現在的宮城野電車區）。RT235編組（クハ103-235共四列）日後將被205系取替。

#### 1974年-1982年製造型號
- 為提防平交道事故（踏切事故），駕駛車使用了「高駕駛室」的設計。在駕駛車的窗口下加上了不鏽鋼飾帶，為視覺上帶來新的感覺。在這時候山手線及京濱東北線正式使用ATC系統，駕駛室後面部分放置了ATC的儀器。後來中央快速線及福知山線也採用ATC系統（797、799~808、810~815、817~844、846、848、850）。
- 經過北陸隧道列車火災事故後、和地下鐵作直通運轉的1000番台符合了A-A基準，也設有貫通門。

#### 1983年~1984年製造
- 這批的103系是最後製造的、車廂編號是モハ103-787-793及，モハ102-2044-2050
- 當時201系已開始製造了，所以這批的103系都混合了一些201系的元素。

- 車頂設計不同

### 地下鐵直通車輛

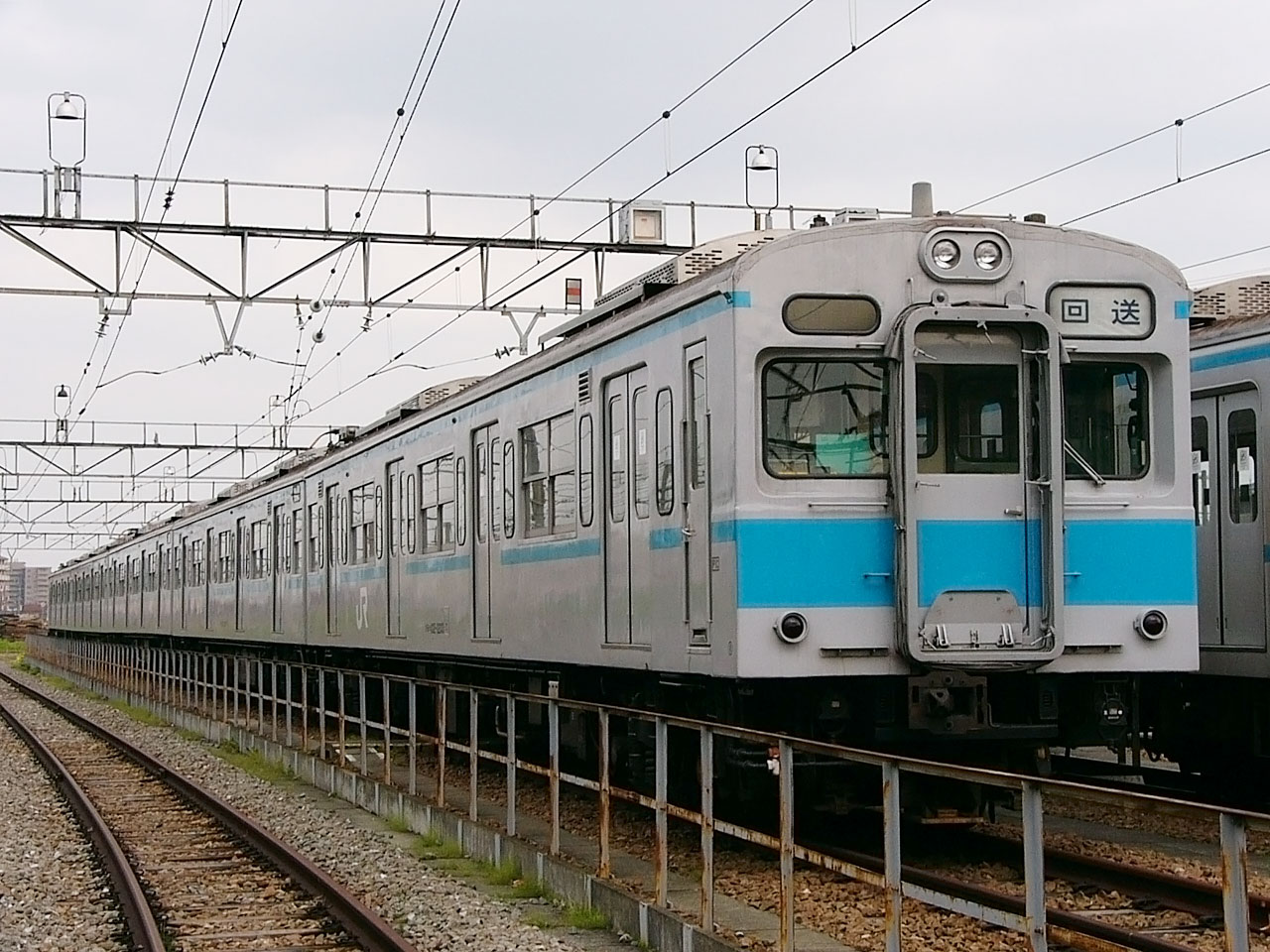
103系1200番代電車

現主力的東京地下鐵車輛主要都是E233系、E231系或其私鐵車輛。而日本國鐵時代的車輛103系1200番台及301系大多都已經被引退了。

#### 1000番台
1976年起10節16編組、一共160輛製造並配置在松戶電車區，在常磐緩行線至帝都高速度交通營團千代田線直通服務、後來調配地上線服務。也有改造了105系電車。

#### 1200番台
是日本國鐵時代東京地下鐵的主力電車，以藍帶作為車身的顏色，車頭前有通過門可與301系併結行走。 103系1200番台圖樣是右邊。

#### 1500番台
屬於JR九州的唐津運輸中心，使用筑肥線至福岡市營地下鐵空港線直通運轉。

## 改造、改修番台

### 750番代（由101系改編）
1972年起由101型改造103型，差異有車體全高和轉向架。改造內容是增加冷氣、方向幕為布牌顯示等。

### 2000·2050番代
為了解決關西本線（大和路線）、阪和線駕駛車輛的不足，由101系電車改造後編入。2000番代屬于奈良電車區使用關西本線，2050番代屬于日根野電車區使用阪和線。

### 3000番代
1985年在大井工場改造。是由原來的72系電車之中，用翻新車體的72型970番代和79型600番代，更新103系的機器而來的。配置在川越電車區。

## JR分社後的狀況
在JR分社後,有將近3500輛103系電車為JR各社承繼

## 海外运营

### 印尼的103系
2004年，JR東日本把原京葉電車區的103系16輛列車（4組4輛編組列車）賣給印尼首都雅加達的PT KAI近郊鐵道，用以支援早年賣給當地行走，但近年因老化故障率高的原東急電鐵7000系及原東京都營6000型。這次讓渡是日本國鐵／JR史上第一次將退役的電車賣到外國鐵道繼續營運。
售予印尼的103系番號包括：
- クハ103-815-モハ103-752-モハ102-2009-クハ103-822
- クモハ103-105-モハ102-231-サハ103-246-クハ103-597
- クハ103-359-モハ103-654-モハ102-810-クハ103-384
- クモハ103-153-モハ102-321-サハ103-210-クハ103-632

由於當地鐵道電化規格與日本JR/私鐵所採用的架空電車線方式直流1500V相同，而路軌軌距規格同樣是1067mm，故只需加裝當地鐵道的信號保安裝置便可行走。
後來因日本私鐵有不少不鏽鋼車身的通勤列車退役，而印尼方面亦考慮到不鏽鋼車身在保養方面較有成本效益，故後來相繼引入東急8000系、東急8500系、東京地下鐵5000系電力動車組及東葉高速鐵道1000系，而103系就再沒有被引入。印尼所有的103系已於2016年1月1日全數退役。

### 通史
- 電气車研究会『铁道画刊』156号、1964年4月 特集 : 国铁通勤電車
- 電气車研究会『铁道画刊』1985年5月号 No.447 特集 : 103系通勤形電車
- 交友社『鐵道愛好者』1993年4月号・5月号 No.384・385 特集 : 103系通勤形電車 (1・2)
- 電气車研究会『铁道画刊』2003年12月臨時増刊号、鐵道友之会編「車両研究――1960年代的鐵道車輛」
  - 久保田博; 福原俊一. . 鉄道ピクトリアル (鉄道図書刊行会). 2003-12, 53 (12): 16–31.
- 電气車研究会『铁道画刊』2004年4月号 No.745 特集 : 103系電車
- 電气車研究会『铁道画刊』2005年8月号 No.764 特集 : 惜別 JR東日本103系
- No.783 P.107 - P.112
- 大熊孝夫. . No.540. 交友社. 2006-04: 83–105 （日语）. |journal=被忽略 (帮助)
- 交友社『鐵道愛好者』2006年5月号 No.541 特集 : 究極標準形通勤電車103系
- 特集 : 究極の標準形通勤電車103系〔訂正・補遺〕/交友社『鐵道愛好者』2006年7月号 No.543 P.152 - P.153
- 来住憲司 「JR西日本 103系現況」/交友社『鐵道愛好者』2007年1月号 No.549 P.32 - P.49
- 岡本祐次 「JR西日本・延命工事概要」/交友社『鐵道愛好者』2007年1月号 No.549 P.50 - P.53
- No.478 P.52 - P.61
- 毛呂信明『103系物語』戦後日本の高度成長を支えた通勤型電車（JTBパブリッシング 2012年6月発行 ISBN 978-4-533-08699-1）